# Samosoudce
Samosoudce je soudce, který sám projednává a rozhoduje věci napadlé k soudu. Kromě tohoto způsobu vedení řízení může soud jednat ještě soudním senátem, případně v plénu.
V českém soudním řízení samosoudci jednají jen u okresních soudů a krajských soudů. U soudů vrchních, u Nejvyššího správního soudu a Nejvyššího soudu jednají vždy soudní senáty. Ústavní soud pak jedná buď v senátech, nebo v plénu.

## Občanské soudní řízení
V tomto typu řízení jedná v současnosti u okresního soudu vždy jen samosoudce. U krajských soudů jako soudů prvního stupně jedná též samosoudce, soudní senát ve věcech odvolání proti rozhodnutí soudu okresního jako soudu prvního stupně. Výjimkou jsou věci vymáhání práv z průmyslového vlastnictví, kdy již v prvním stupni rozhoduje soud (a to Městský soud v Praze) ve specializovaných senátech. V případech dožádání jedná bez ohledu na typ soudu vždy samosoudce.
Samosoudci v občanském soudním řízení přísluší všechna práva a povinnosti jak předsedy senátu, tak ta, která jsou jinak vyhrazena pouze soudnímu senátu.
Do roku 1991 však i u okresních soudů projednávaly všechny občanskoprávní věci jen senáty (složené ze soudce jako předsedy senátu a dvou přísedících), což vedlo kolem roku 1990, kdy byl značný nedostatek přísedících, k problémům v chodu justice. Poté až do konce roku 2024 jednal u okresních soudů senát, složený z předsedy a dvou přísedících, ještě ve věcech pracovních. Problémy však přetrvávaly a proto bylo od roku 2025 zavedeno rozhodování samosoudcem ve všech věcech.

## Trestní řízení
V trestním řízení rozhoduje u okresních i krajských soudů v prvním stupni především samosoudce. Senát, složený z předsedy a dvou přísedících, jen u krajských soudů a jen tehdy, jde-li o řízení o zvlášť závažných zločinech (s výjimkou zvlášť závažných zločinů proti majetku a hospodářských), a o trestném činu vraždy novorozeného dítěte matkou.
Také v trestním řízení přísluší samosoudci všechna práva a povinnosti jak předsedy senátu, tak ta, která jsou jinak vyhrazena pouze soudnímu senátu.

## Správní soudnictví
Zde rozhoduje specializovaný samosoudce jen v řízení u krajského soudu, a to jen ve věcech důchodového pojištění, důchodového zabezpečení, nemocenského pojištění, uchazečů o zaměstnání a jejich podpory v nezaměstnanosti a podpory při rekvalifikaci podle předpisů o zaměstnanosti, sociální péče a státní sociální podpory, ve věcech přestupků a mezinárodní ochrany. Ve všech ostatních věcech jedná a rozhoduje soudní senát.
A i zde přísluší samosoudci všechna práva a povinnosti jak předsedy senátu, tak ta, která jsou jinak vyhrazena pouze soudnímu senátu.